# 麥崔伊·拉曼克莉希南
麥崔伊·拉曼克莉希南（英語：Maitreyi Ramakrishnan，/maɪˈtreɪi ˌrɑːməˈkrɪʃnən/ my-TRAY-ee RAH-mə-KRISH-nən，2001年12月28日—），加拿大女演员。她因在皮克斯电影《熊抱青春記》（2022年）和 Netflix青少年喜剧系列《好想做一次》中饰演Devi Vishwakumar而闻名。

## 外部連結
- 麥崔伊·拉曼克莉希南在互联网电影资料库（IMDb）上的資料（英文）